# 錦戸亮 ONLINE LIVE "不撓不屈" at 日本武道館
『錦戸亮 ONLINE LIVE "不撓不屈" at 日本武道館』（にしきどりょう オンライン ライブ ふとうふくつ アット にほんぶどうかん）は、2020年10月8日に東京・日本武道館で開催された錦戸亮の無観客配信ワンマンライブ。

## 概要
- 本ライブは、2020年10月8日に東京・日本武道館で開催された自身初の日本武道館ワンマンライブ[2][3]。
  - 当初は同年秋にアリーナツアーを予定していたものの、新型コロナウイルス「COVID-19」の影響によりツアーの開催を見送り、配信ライブの開催する事を決定した[3][5]。
- 本ライブの開催を記念し、前日の同年10月7日に「前夜祭」である『錦戸亮 ONLINE LIVE "孤軍奮闘" at 日本武道館』がファンクラブ限定の無観客配信ライブとして開催された[7][8]。
  - 公式や各ニュースサイトでは、本ライブを「"自身初"の日本武道館公演」としている[1][2][3]が、実質的には同ライブが「"自身初"の日本武道館公演」及び「"自身初"の無観客配信ライブ」となる。
- 日本武道館で無観客ライブが開催されるのは、1964年の開館から56年の歴史で初である[3]。
- 前夜祭が全編弾き語り形式だったのに対し、本ライブでは、全編バンド形式で開催された[4][5][6]。
  - 前夜祭とのライブ編成の違いに対して、前夜祭はファンクラブ限定でのチケット販売だったが、本ライブは一般販売があった為、出来るだけキャッチーにしよう「見せることを重視したセットリスト」となった[5]。
  - また、同年8月に開催された有観客ファンミーティング『RYO NISHIKIDO FAN MEETING 2020』に来られなかった人に向けてという意図もあった[5]。
- 本ライブ終了時に、自身の2ndアルバム『Note』[注 1]の発売が発表された[4][5][6]。
  - 2021年1月27日、同アルバム初回限定盤の特典Blu-ray/DVDにて、本ライブの模様がメイキングと共に収録された[9][10][11]。
- 本ライブの見逃し配信が10月10日から11日まで配信された[3]。

### 公演日程
| 年      | 月      | 日      | 時間    | 会場                 |
| 全1公演 | 全1公演 | 全1公演 | 全1公演 | 全1公演              |
| ------- | ------- | ------- | ------- | -------------------- |
| 2020年  | 10月    | 8日     | 19:30   | 日本武道館（東京都） |

## セットリスト
1. オモイデドロボー
2. ホンキートンクラプソディ
3. 狛犬
4. キッチン
5. code
6. コノ世界ニサヨウナラ
7. Silence
8. と・も・子…
9. スケアクロウ
10. Tokyoholic
11. ノマド